# Schlieben
Schlieben là một thị xã ở huyện Elbe-Elster, tây nam bang Brandenburg, Đức. Thị xã này có cự ly 22 km về phía bắc Bad Liebenwerda. Schlieben đã trừng là nơi có trại tập trung trong thời kỳ Holocaust.